# Ra (mitología)
| C1 | \| \| | D21 · D36 | N5 · Q3 | A40 |
|    |       |           |         |     |

|  |

| C1 | \| \| | D21 · D36 | N5 · Q3 | A40 |
|    |       |           |         |     |

|  |

El dios del sol Ra.

Ra es el dios del Sol y del origen de la vida en la mitología egipcia. Ra es el símbolo de la luz solar, creador de vida.Para tiempos de la Dinastía V, en los siglos XXV y XXIV a. C., Ra se había convertido en uno de los dioses más importantes en la religión del Antiguo Egipto, identificado principalmente con el sol de mediodía, en su máximo esplendor. Ra regía sobre todas las partes del mundo creado: el cielo, la Tierra y el inframundo. Se creía que había gobernado como el primer faraón del Antiguo Egipto. Era dios del sol, del orden, de los reyes y del cielo. En los primeros tiempos era la figura más importante del Mundo Inferior; y se decía que cada noche viajaba por él bajo la forma de Auf-Ra, el sol poniente.
Para viajar por el cielo se creía que lo hacía en barca de Oriente a Occidente en un viaje de 24 horas; de día era una barca conocida como «Mandjet»; por la noche viaja en una barcaza pequeña llamada «Mensenktet»; según los momentos del viaje, se manifestaba en tres entidades diferentes: al amanecer era Jepri; al mediodía, Horajti y al anochecer, Atum.
Ra era representado como un halcón, y compartía características con el dios del cielo Horus. En ocasiones, las dos deidadas eran combinadas como Ra-Horajty, «Ra, quien es Horus de los Dos Horizontes». Cuando el dios Amón adquirió importancia durante el Imperio Nuevo de Egipto, se le fusionó con Ra, con el nombre de Amón-Ra. 
El culto del toro Mnevis, una encarnación de Ra, estaba centrado en Heliópolis, y había un cementerio formal en el norte de la ciudad para los toros sacrificados.
Se creía que todas las formas de vida fueron creadas por Ra. Según algunos relatos, los seres humanos fueron creados de las lágrimas y el sudor de Ra, por lo que los egipcios se llamaban a sí mismos el «ganado de Ra». En el mito de la Vaca Celestial, se narra cómo la humanidad conspiró contra Ra y cómo éste envió a su ojo como la diosa Sejmet para castigarlos.

## Iconografía

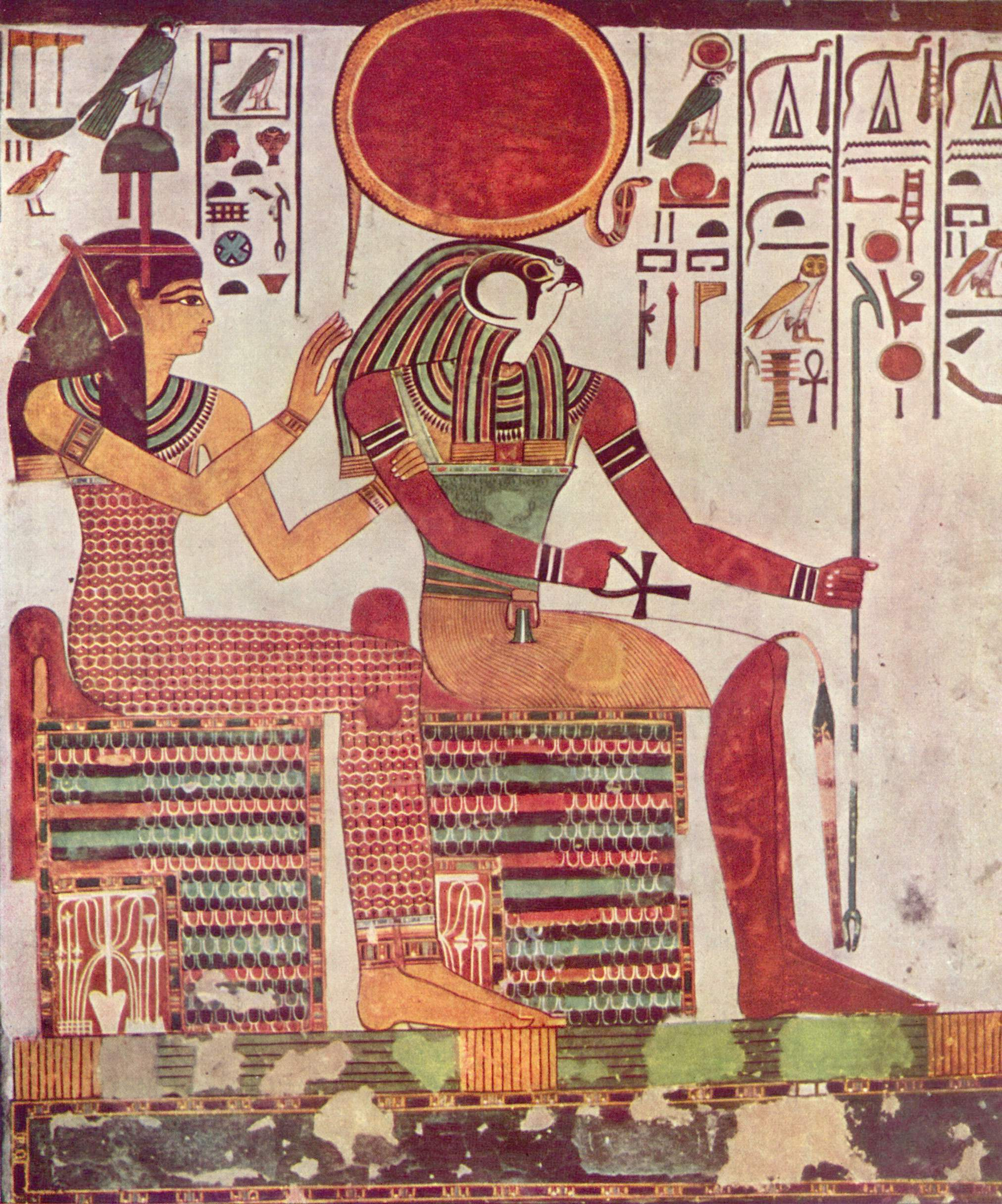
Ra e Imentet representados en la tumba de Nefertari,

A Ra se le representaba como un hombre con cabeza de halcón lancero o peregrino, adornado con un disco solar con una cobra a su alrededor, y compartía características con el dios del cielo Horus.
A Ra se le representaba de diversas formas. Otras formas comunes son un hombre con cabeza de escarabajo (en su forma de Jepri), o un hombre con cabeza de carnero. También se representaba a Ra como un carnero de cuerpo entero, un escarabajo, un fénix, una garza, una serpiente, un toro, un gato o un león, entre otros.
En el Inframundo se le solía representar con cabeza de carnero. En esta forma, se describe a Ra como el "carnero del oeste" o el "carnero a cargo de su harén".
En cierta literatura, se describe a Ra como un rey envejecido con carne dorada, huesos de plata y cabello de lapislázuli.

## Historia
A principios del Imperio Antiguo, Ra era solo una de las varias deidades solares existentes, pero hacia 2400 a. C. se había convertido en el dios oficial de los faraones, que se consideraban su descendencia, e incluso sus encarnaciones. Durante la dinastía V fue elevado a deidad nacional y posteriormente vinculado al dios tebano Amón para convertirse en Amón-Ra, la principal deidad del panteón egipcio.
Durante el período de Amarna, el faraón Akenatón suprimió el culto de Ra en favor de una sola deidad solar Atón, el disco solar deificado, pero tras la muerte de Akenatón se restauró el culto a Ra como dios del sol.

## Mitología
Cuenta la leyenda que en un principio no había luz. Solo existía la oscuridad y una gran extensión de agua con el nombre de Nun. El poder de Nun era tan grande que desde el interior de la penumbra hizo brotar una isla, la cual sirvió de apoyo a Ra.
Ra tenía el poder de hacer lo que quisiera, incluso cambiar de forma, en lo que más tomaba forma era en un pájaro. Lo que él nombraba adquiría la forma y se volvía real. Era tan importante el poder del nombre, que guardaba bien su nombre y su propio secreto  para que nadie pudiera usarlo.
Ra se dispuso a crear el sol diciendo: “Al amanecer me llamo Khepri, al mediodía Ra y al atardecer Atum”. Y entonces, el sol apareció por primera vez iluminando la oscuridad, se elevó sobre el horizonte y al atardecer descendió para volver a ocultarse. Luego nombró a Shu, los vientos se congregaron por primera vez y comenzaron a soplar.
Cuando Ra nombró a Tefnut, la lluvia se hizo presente con sus gotas.
Más tarde nombró a Geb y con solo nombrarlo, se formó la tierra y para hacerle compañía nombró a la diosa Nut, y el firmamento se arqueó sobre la tierra.
Cuando quiso coronar a Egipto con el río Nilo, nombró a Hapi. Y el Nilo comenzó a fluir a través de Egipto fertilizando su amplio valle. Ra, comenzó a nombrar una por una todas las cosas que existen sobre la tierra y estas se hicieron visibles y crecieron. Finalmente les dio nombre a los hombres y a las mujeres, y desde entonces la humanidad pobló la tierra.
Ra podía asumir la forma que quisiera. Entonces, tomó la forma de un hombre y se convirtió en el primer faraón de Egipto.

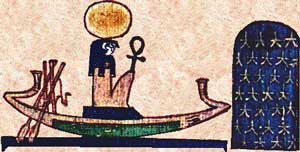
Ra en su barca solar.

Ra gobernó Egipto durante miles de años llevando bienestar y prosperidad a sus habitantes gracias a las fabulosas cosechas y a sus magníficas leyes. Los egipcios solo tenían palabras de agradecimiento y no dejaban de ensalzar su nombre.
Pero Ra, había tomado forma humana y por lo tanto envejecía día a día. Un buen día, los egipcios, dejaron de respetarlo, comenzaron a burlarse de su aspecto senil y a desobedecer sus órdenes.
Ra no pudo evitar oír las burlas y comentarios y cuando vio que los hombres no obedecían las leyes, se enojó de tal manera que decidió convocar a los dioses que había creado en un lugar secreto para pedir consejo.
Allí estaban Shu, Tefnut, Geb, Nut y Nun escuchando el problema que aquejaba el dios Ra.
Nun habló diciendo: Lo que debes hacer es destruirlos con la forma de tu hija, la diosa Sekhmet.
Los otros dioses, al ver el mal comportamiento de los hombres, le aconsejaron también destruir a los hombres por intermedio de la diosa Sekhmet.

Ojo de Ra o Wedjat

Ra, con su ojo, que despedía una mirada aterradora, creó a la diosa Sekhmet. Feroz y sanguinaria cual leona que persigue su presa y se deleita en la matanza y en la sangre. Siguiendo las órdenes de Ra, desencadenó su furia sobre todos los que ridiculizaron a su padre, sembrando el terror y la desesperación en todo Egipto.
Los hombres huían a esconderse, pero la diosa Sekhmet, los perseguía y los asesinaba relamiéndose con la sangre.
Cuando Ra vio lo que Sekhmet había hecho, la llamó a su presencia para preguntarle si lo había obedecido. Sekhmet le respondió que estaba feliz porque había vengado a su padre Ra, eliminando a todos los hombres que este le había entregado. Todo Egipto estaba teñido del color de la sangre y era imposible detener la furia de la cruel y sanguinaria Sekhmet.
Pero Ra se apiadó de los hombres y decidió hacer algo para frenar la matanza. Envió entonces a mensajeros rápidos y silenciosos en busca de grandes cantidades de ámbar. Luego ordenó preparar muchos litros de cerveza hasta llenar siete mil jarras. Más tarde, mandó mezclar el ámbar con la cerveza. A la luz de la luna, la cerveza adquiría el color rojo de la sangre. Hizo llenar nuevamente las jarras y envió a sus mensajeros a volcarlas en el lugar donde se encontraba Sekhmet. Al salir el sol, Sekhmet estaba preparada para su próxima cacería, cuando vio la tierra inundada de color rojo y creyó que sería sangre real porque no había cerca ningún hombre. Se acercó y bebió alborozada mientras reía y disfrutaba pensando que era sangre. Bebió tanto ese día, que presa de la ebriedad, no pudo matar a ningún hombre.
Cuando Sekhmet volvió ante la presencia de Ra, el dios la recibió con alegría pues no había matado a ninguna persona y decidió cambiar su nombre por el de Bastet. A partir de ese momento se convirtió en la diosa Bastet, fue la diosa de la dulzura, el amor y la pasión.
La humanidad fue redimida y Ra continuó reinando en su ancianidad, aunque sabía que había llegado el momento de delegar el gobierno de Egipto en los dioses jóvenes. No olvidemos que el poder de Ra estaba en su nombre secreto. Si alguien lo descubría, Ra dejaría de reinar. Ra sabía esto y lo mantenía oculto en su corazón. Solo utilizando grandes poderes mágicos se podría conocer.
El dios Geb se unió con Nut y tuvieron varios hijos: Isis, Osiris, Neftis y Seth. Isis era la más sabia de todos ellos. Isis conocía todos los secretos del cielo y de la tierra, pero lo que no conocía era el nombre secreto de Ra y se propuso descubrirlo.
Ra era muy viejo. Caminaba con dificultad. Su cuerpo entero temblaba. Sus palabras se escuchaban entrecortadas y como la mayoría de los ancianos, babeaba.
Isis comenzó a seguirlo a escondidas y cuando una gota de la baba de Ra cayó sobre la tierra formando barro, ella lo recogió y modeló una serpiente. Colocó la serpiente cerca del camino y cuando Ra paseaba, la serpiente lo mordió y luego huyó a ocultarse.
El veneno corrió rápidamente por el cuerpo de Ra, provocándole un dolor hasta ahora desconocido. Ra gritó con todas sus fuerzas y los dioses corrieron a su encuentro.
Ra estaba desconcertado. Sentía que un fuego lo quemaba por dentro y no encontraba explicación a lo sucedido.
Los dioses convocados, lloraban y se lamentaban por lo sucedido. Entre estos dioses, se encontraba la astuta Isis que se acercó preguntando:- ¿Qué sucede padre todopoderoso? ¿Acaso te ha mordido una de las serpientes que has creado?
Ra respondió:-Me ha mordido una serpiente que yo no he creado. No puedo dejar de temblar. Siento que un fuego abrasador me quema por dentro y me devora.
Isis se acercó con dulzura y le dijo al oído:- Si me dices tu nombre secreto, podré hacer uso de mis poderes mágicos y podré sanarte.
Ra respondió: -Yo soy el que hizo el cielo y la tierra. El que creó las aguas, los vientos, la luz, la oscuridad. Soy el creador del gran río Nilo. Yo soy Khepri por la mañana, Ra al mediodía y Atum al atardecer.
Isis respondió: - Tú sabes bien, padre todopoderoso, que esos nombres son conocidos por todos. Lo que yo necesito para curarte es tu nombre secreto.
Ra la tomó de la mano y le susurró al oído: Antes que mi nombre pase de mi corazón al tuyo, júrame que no se lo dirás a nadie salvo al hijo que tendrás al que llamarás Horus. Y Horus deberá jurar que el nombre permanecerá en él por siempre. No se lo debe comunicar ni a otros dioses ni a otros hombres.
Isis realizó su juramento y el conocimiento del nombre secreto pasó del corazón de Ra al corazón de Isis.
Entonces, Isis haciendo uso de todos su poderes mágicos dijo: Por el nombre que conozco, ordeno que el veneno abandone el cuerpo de Ra para siempre.
El veneno desapareció y Ra se sintió bien, pero dejó de reinar sobre Egipto. Encontró un lugar en el cielo donde pasear siguiendo la trayectoria del sol.

## Relación con otros dioses

### Dioses fusionados con Ra
Como ocurre con la mayoría de las deidades egipcias de culto generalizado, la identidad de Ra se combinaba a menudo con la de otros dioses, formando una interconexión entre deidades.

#### Amón y Amón-Ra

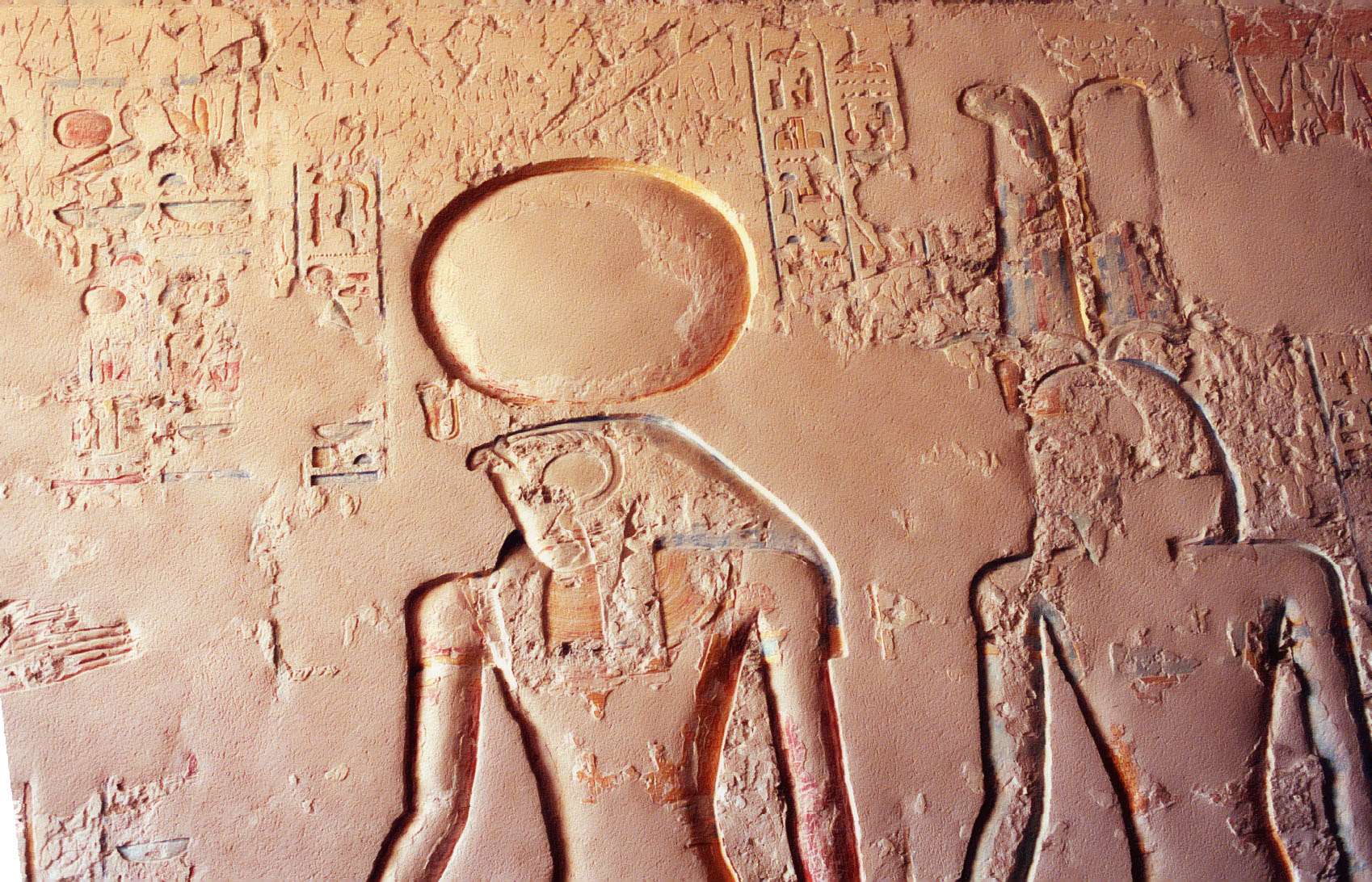
Ra y Amón, de la tumba de Ramsés IV.

Amón era miembro de la Ogdoad, y representaba las energías de la creación junto con Amaunet, uno de los primeros patronos de Tebas. Se creía que creaba a través del aliento, por lo que se le identificaba más con el viento que con el sol. Cuando los cultos de Amón y Ra se hicieron cada vez más populares en el Alto y Bajo Egipto respectivamente, se combinaron para crear Amón-Ra, un dios creador solar. Es difícil distinguir con exactitud cuándo se produjo esta combinación, pero las referencias a Amón-Ra aparecen en los textos de las pirámides ya en la V Dinastía. La creencia más extendida es que Amón-Ra fue inventado como una nueva deidad-estado por los gobernantes tebanos del Reino Nuevo para unir a los adoradores de Amón con el antiguo culto a Ra en torno a la XVIII Dinastía. Los adoradores dieron a Amón-Ra el título oficial de "Rey de los Dioses", y las imágenes muestran a la deidad combinada como un hombre de ojos rojos con cabeza de león que tenía un disco solar circundante.

#### Atum y Atum-Ra
Atum-Ra (o Ra-Atum) era otra deidad compuesta formada a partir de dos deidades completamente separadas; sin embargo, Ra compartía más similitudes con Atum que con Amón. Atum estaba más estrechamente vinculado con el sol, y también era un dios creador de la Enéada. Tanto Ra como Atum eran considerados el padre de las deidades y de los faraones y eran ampliamente venerados. En los mitos más antiguos, Atum fue el creador de Tefnut y Shu, y nació del océano Nun.

#### Ra-Horakhty

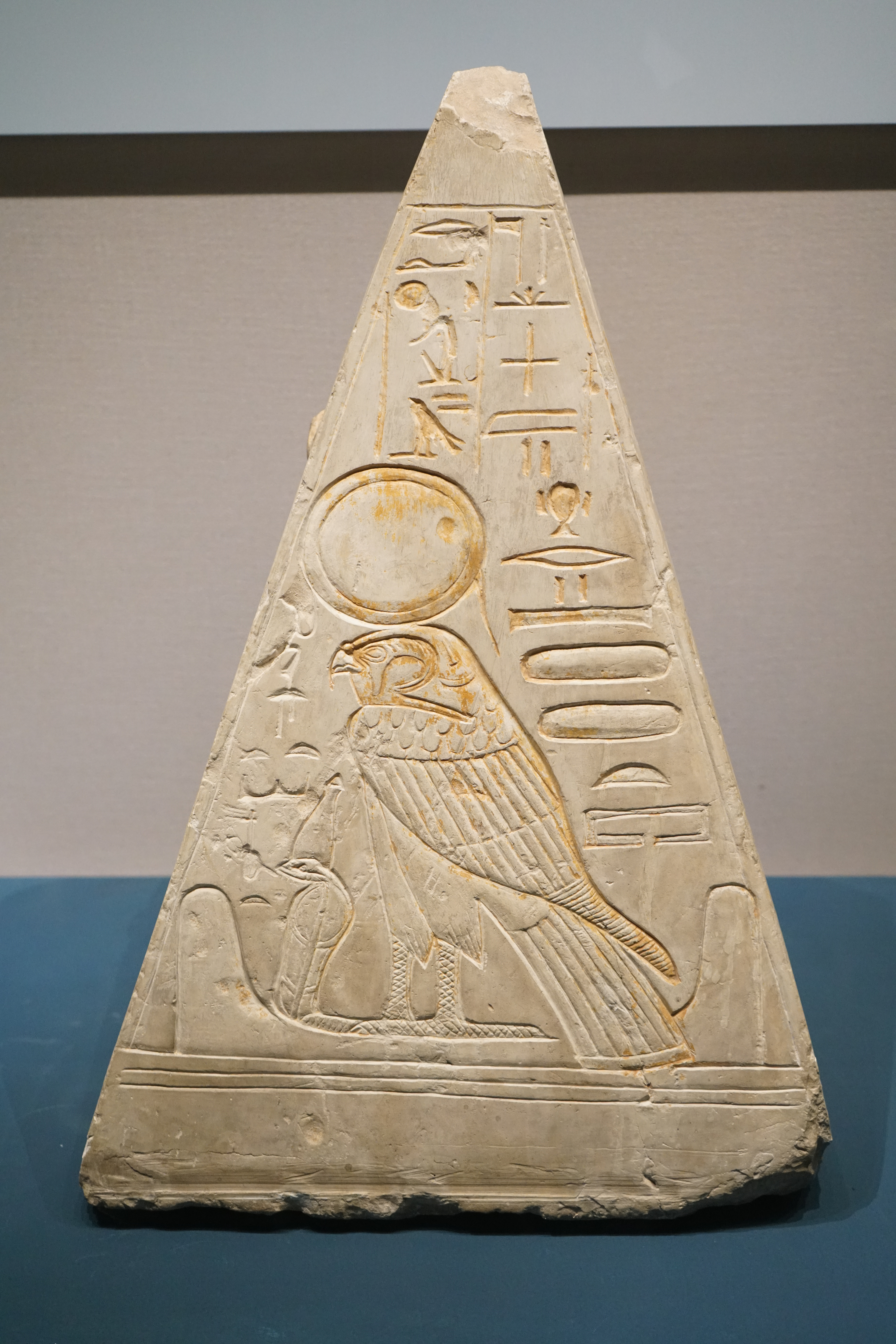
Piramidión de Khonsu, con la imagen de Ra-Horakhty en el centro.

En la mitología egipcia posterior, Ra-Horakhty era más un título o manifestación que una deidad compuesta. Se traduce como "Ra (que es) Horus de los Horizontes". Su intención era vincular a Horakhty (como aspecto de Horus orientado a la salida del sol) con Ra. Se ha sugerido que Ra-Horakhty simplemente se refiere al viaje del sol de horizonte a horizonte como Ra, o que significa mostrar a Ra como una deidad simbólica de esperanza y renacimiento. (Véase la sección anterior #El sol).
Es proclamado rey de los dioses en la tumba de Horemheb. El faraón Tutmosis III dedicó los pilares de Heliópolis a Horakhty.
Ra-Horakhty está muy presente en el Libro de los Muertos del Tercer Periodo Intermedio. Se le puede ver sentado en su trono en el Libro de los Muertos de Nedjmet, Padikhons, Nestanebetisheru, Djedkhonsiusankh, Tameniu y en el Papiro Amduat Inscrito para Nesitaset.

#### Jepri y Khnum
Jepri era un escarabajo que enrollaba el sol por las mañanas y a veces era visto como la manifestación matutina de Ra. Del mismo modo, el dios con cabeza de carnero Khnum también era visto como la manifestación vespertina de Ra. La idea de diferentes deidades (o diferentes aspectos de Ra) gobernando sobre diferentes momentos del día era bastante común pero variable. Como Jepri y Khnum tenían precedencia sobre la salida y la puesta del sol, Ra era a menudo la representación del mediodía, cuando el sol alcanzaba su punto álgido al mediodía. A veces se utilizaban diferentes aspectos de Horus en lugar de los aspectos de Ra.

#### Montu y Montu-ra

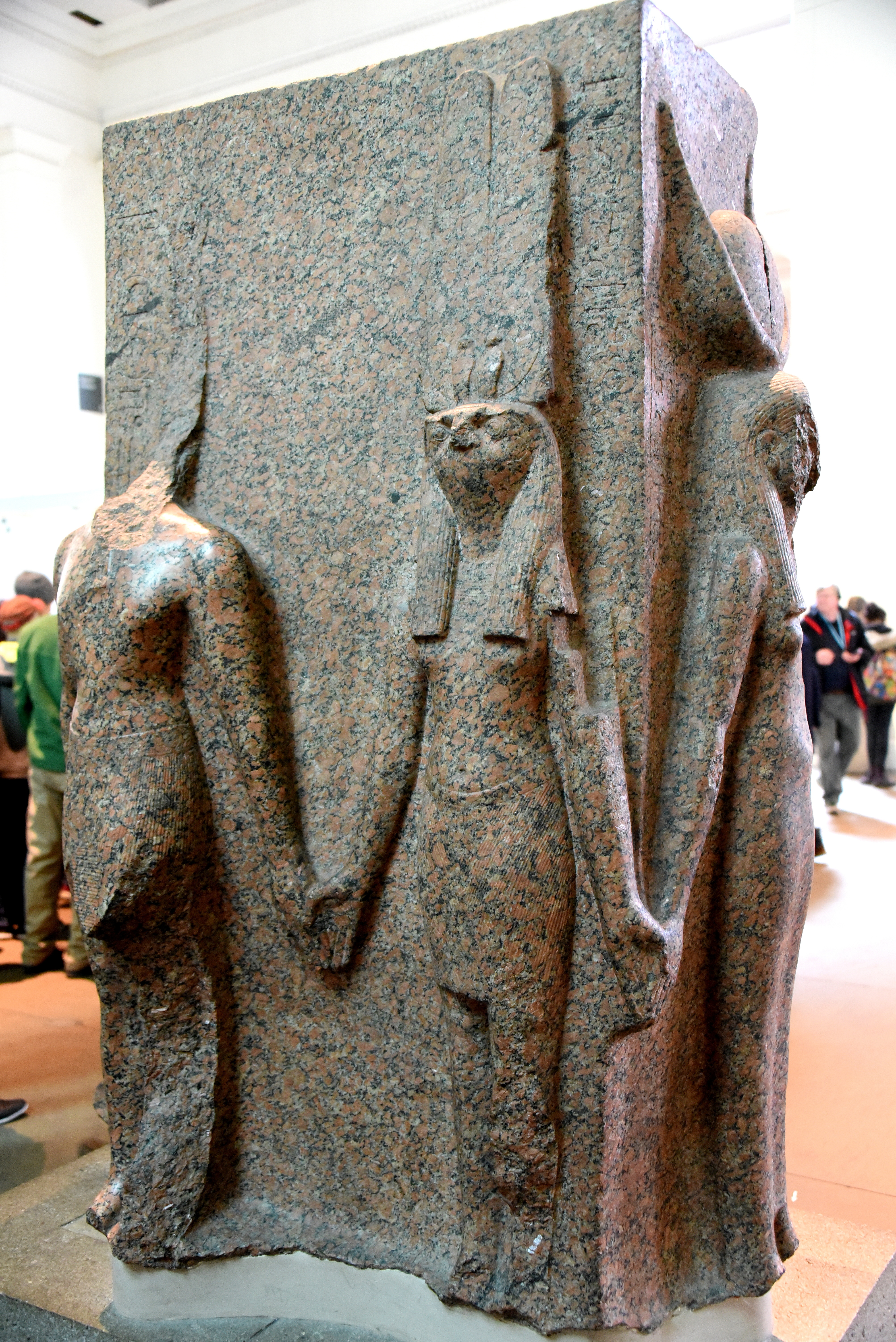
Escultura de Tutmosis III (en la actualidad sin cabeza), que aparece de pie, mano a mano con el dios Montu-Ra (con cabeza de halcón) y la diosa Hathor.

Dios muy antiguo, Montu era originalmente una manifestación del efecto abrasador de Ra, el sol, y como tal aparecía a menudo bajo el epíteto de Montu-Ra. Es posible que Montu-Ra y Atum-Ra simbolizaran las dos realezas, respectivamente, del Alto y Bajo Egipto. Montu tenía varios consortes, incluido un aspecto femenino de Ra, Raet-Tawy. En el arte egipcio, Montu era representado con la cabeza coronada por el disco solar, debido a su vínculo conceptual con Ra.
Raet-Tawy
Raet o Raet-Tawy era un aspecto femenino de Ra; no tenía mucha importancia independientemente de él. En algunos mitos se la consideraba la esposa de Ra o su hija.

Ra-Jepri (disco solar y escarabajo).
Mientras estaba en el inframundo, Ra era representado con la cabeza de un carnero.

### Dioses creados por Ra

#### Bastet
Bastet (también llamada Bast) es a veces conocida como la "gata de Ra". hija de Ra con Isis y asociada al instrumento de venganza de Ra, el ojo del dios Sol. Bastet es conocida por decapitar a la serpiente Apofis (enemigo jurado de Ra y "dios" del Caos) para proteger a Ra. En un mito, Ra envió a Bastet como leona a Nubia.

#### Sekhmet
Sekhmet es otra hija de Ra. Sekhmet era representada como una leona o una gran gata, y era un "ojo de Ra", o un instrumento de la venganza del dios del sol. En un mito, Sekhmet estaba tan llena de ira que Ra se vio obligado a convertirla en una vaca para que no causara daños innecesarios. En otro mito, Ra teme que la humanidad esté conspirando contra él y envía a Hathor (otra hija de Ra) para castigar a la humanidad. Mientras masacra a los humanos, adopta la forma de Sekhmet. Para evitar que mate a toda la humanidad, Ra ordena que la cerveza se tiña de rojo y se vierta sobre la tierra. Confundiendo la cerveza con sangre, Sekhmet la bebe y, al intoxicarse, vuelve a su forma pacificada, Hathor.

#### Hathor
Hathor es otra hija de Ra. Cuando Ra temió que la humanidad conspirara contra él, envió a Hathor como "ojo de Ra". En un mito, Hathor bailó desnuda delante de Ra hasta que éste se rio para curarle de un ataque de mal humor. Cuando Ra se quedaba sin Hathor, caía en un estado de profunda depresión. En el Nuevo Reino, Ra llegó a ser asociado con el epíteto "Kamutef" ('Toro de su madre') junto a Amón. Como Kamutef, era visto como el hijo y esposo de Hathor que embaraza a su propia madre para darse a luz a sí mismo.

### Otros dioses

#### Ptah
Ptah apenas se menciona en la literatura de las pirámides del Reino Antiguo. Algunos creen que esto se debe a que los principales autores de estas inscripciones eran los habitantes de Heliópolis, adoradores de Ra.

#### Isis
En un mito, Isis creó una serpiente para envenenar a Ra y sólo le dio el antídoto cuando le reveló su verdadero nombre. Isis transmitió este nombre a Horus, reforzando su autoridad real.

#### Apep

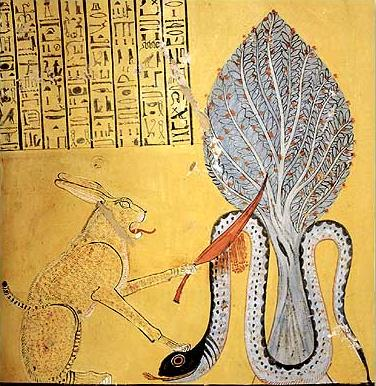
Ra en forma de Gran Gato, mata a Apofis

Apep, también llamado Apofis, era el dios del caos y el archienemigo de Ra. Se decía que yacía justo debajo de la línea del horizonte, intentando devorar a Ra mientras éste viajaba por el inframundo.

#### Atón
Atón era el centro del Atonismo, el sistema religioso establecido en el antiguo Egipto por el faraón Akenatón de la dinastía XVIII. Atón era el disco del sol y originalmente era un aspecto de Ra.

## Sincretismo
La identidad de Ra se confundió a menudo con la de otros dioses y experimentó diferentes fusiones en un intento de unificar culturalmente al país.
- Amón-Ra: como los cultos de Amón y Ra eran cada vez más populares en el Alto y el Bajo Egipto, respectivamente, se combinaron para crear a Amón-Ra, el dios solar creador. Amón era un antiguo patrón de Tebas y miembro de la Ogdóada; con Amonet representaba la energía creadora.

- Atum-Ra, era otra deidad formada a partir de dos deidades diferentes. Ra comparte más similitudes con Atum que con Amón. Atum está más estrechamente vinculado con el Sol, y era también un dios creador de la Enéada. Así, fue inevitable que las dos deidades se fusionaran bajo el nombre de Atum-Ra.

- Ra-Horajty, fue realmente más un título o manifestación, que un dios compuesto. Se tenía la intención de vincular Horajty a Ra –como un aspecto de Horus al amanecer.

- Jepri, el dios representado con forma de escarabajo que impulsa al Sol de la mañana, es visto a veces como la manifestación de Ra al amanecer.

- Jnum también fue considerado una velada manifestación de Ra; Jnum sería un aspecto de Ra en la puesta del Sol.

## Culto
Fue venerado en Heliópolis, centro de su culto, y Abu Gurab, donde le erigieron Templos Solares los faraones de la dinastía V: Userkaf "Nejen-Ra", Sahura, Neferirkara, Neferefra, Nyuserra y Menkauhor.

## Nombres teóforos
Muchos faraones llevaron su nombre, como Nebra "Ra es el señor", Jafrat (Kefrén), Menkaura (Micerino); fue muy utilizado, desde la dinastía V, formando parte de la titulatura de la mayoría de los faraones, como Nombre de Sa-Ra "Hijo de Ra"(hijo del sol).